# Opresión

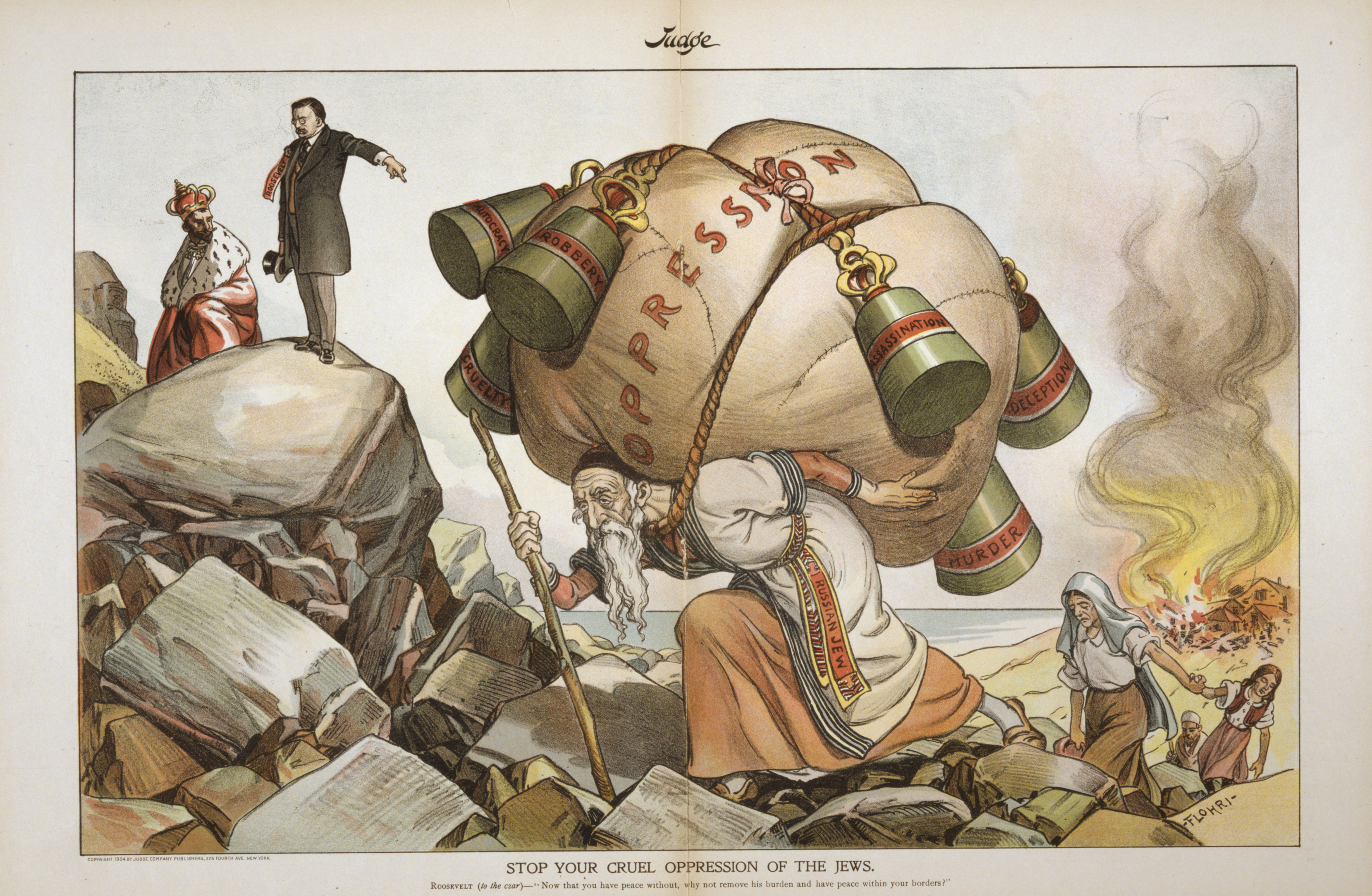
Caricatura de 1904 que muestra a un judío ruso que lleva un gran bulto con la etiqueta «opresión» en su espalda. En el fondo, a la derecha, arde una comunidad judía, y en la esquina superior izquierda, Theodore Roosevelt habla con el emperador de Rusia, Nicolás II: «Ahora que tienes paz por fuera, ¿por qué no quitas su carga y tienes paz dentro de tus fronteras?»

En sociología, la opresión es la relación asimétrica entre dos partes, por lo demás iguales: opresora y oprimida, que se origina en una desigual distribución y uso del poder, que brinda beneficios al opresor a expensas de los intereses o la voluntad del oprimido. La diferenciación entre clases de opresión podría ser posible atendiendo a la naturaleza del poder o las partes involucradas en la relación.

## Definiciones
La palabra opresión proviene del latín oppressus, participio pasado de opprimere, («presionar contra», «exprimir», «sofocar»). Se refiere a un tipo de manipulación y control insidioso, que implica el sometimiento y la marginación de grupos específicos de personas dentro de un país o sociedad, como: niñas y mujeres, niños y hombres, personas de color, minorías religiosas, ciudadanos en la pobreza, personas de minorías, y más. No existe una definición única y ampliamente aceptada de opresión social, aunque hay aspectos en común. Elanor Taylor definió la opresión de esta manera:

La opresión es una forma de injusticia que ocurre cuando un grupo social está subordinado mientras otro es privilegiado, y la opresión es mantenida por una variedad de mecanismos diferentes que incluyen normas sociales, estereotipos y reglas institucionales. Una característica clave de la opresión es que es perpetrada y afecta a grupos sociales. [...] [La opresión] ocurre cuando un grupo social particular está injustamente subordinado, y donde esa subordinación no es necesariamente deliberada, sino que resulta de una red compleja de restricciones sociales, que van desde leyes e instituciones hasta sesgos implícitos y estereotipos. En tales casos, puede que no haya un intento deliberado de subordinar al grupo relevante, pero el grupo está, no obstante, injustamente subordinado a esta red de restricciones sociales.

Jean Harvey sugirió el término «opresión civilizada», que introdujo de la siguiente manera:

Es aún más difícil tomar conciencia de lo que llamo 'opresión civilizada', que no implica violencia física ni el uso de la ley. Sin embargo, estas formas sutiles son de lejos las más prevalecientes en las sociedades industrializadas occidentales [...] en diferentes contextos (como el racismo, el clasismo y el sexismo) [...] Analizar qué implica la opresión civilizada incluye analizar los tipos de mecanismos utilizados, las relaciones de poder en el trabajo, los sistemas que controlan las percepciones y la información, los tipos de daños infligidos a las víctimas y las razones por las que esta opresión es tan difícil de ver incluso por los agentes contribuyentes.

### Opresión social

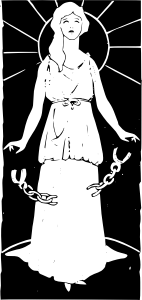
Una mujer liberándose de sus cadenas, símbolo de la lucha contra la opresión.

La opresión social es cuando un solo grupo en la sociedad se aprovecha y ejerce poder sobre otro grupo que usa el dominio y la subordinación. Esto da como resultado el maltrato y la explotación socialmente sustentados de un grupo de individuos por parte de quienes poseen un poder relativo. En un entorno de grupo social, la opresión puede basarse en muchas ideas, como la pobreza, el sexo, la clase, la raza u otras categorías. La opresión institucional, o la opresión sistemática, es cuando las leyes de un lugar crean un tratamiento desigual de un grupo o grupos de identidad social específicos. Otro ejemplo de opresión social es cuando a un grupo social específico se le niega el acceso a la educación que puede obstaculizar sus vidas en la vida posterior.
La opresión social se deriva de las dinámicas de poder y los desequilibrios relacionados con la ubicación social de un grupo o individuo. La ubicación social, tal como la define Lynn Weber, es «el 'lugar' social de un individuo o grupo en las jerarquías de raza, clase, género y sexualidad, así como en otras jerarquías sociales críticas como la edad, la etnia y la nación». La ubicación social de un individuo a menudo determina cómo serán percibidos y tratados por otros en la sociedad. Tres elementos determinan si un grupo o individuo puede ejercer el poder: el poder de diseñar o manipular las reglas y regulaciones, la capacidad de ganar competiciones a través del ejercicio de la fuerza política o económica y la capacidad de escribir y documentar la historia social y política.
Weber sostiene que la opresión persiste porque la mayoría de las personas no la reconocen; es decir, la discriminación a menudo no es visible para quienes no están en medio de ella. El privilegio se refiere a la inmunidad sociopolítica que un grupo tiene sobre otros derivados de beneficios sociales particulares. Muchos de los grupos que tienen privilegios sobre el género, la raza o la sexualidad, por ejemplo, pueden desconocer el poder que tienen sus privilegios. Estas desigualdades se perpetúan aún más porque aquellos que están oprimidos rara vez tienen acceso a recursos que les permitan escapar de su maltrato. Esto puede conducir a la opresión internalizada, donde los grupos subordinados esencialmente renuncian a la lucha para obtener acceso a la igualdad, y aceptan su destino como un grupo no dominante.

### Opresión económica
El término opresión económica cambia de significado e importancia a lo largo del tiempo, dependiendo de su aplicación contextual. En el contexto actual, la opresión económica puede tomar varias formas, incluyendo, entre otras: la práctica del trabajo en condiciones de servidumbre, trabajo forzoso, bajos salarios, denegación de igualdad de oportunidades y discriminación laboral y discriminación económica basado en sexo, nacionalidad, raza y religión.

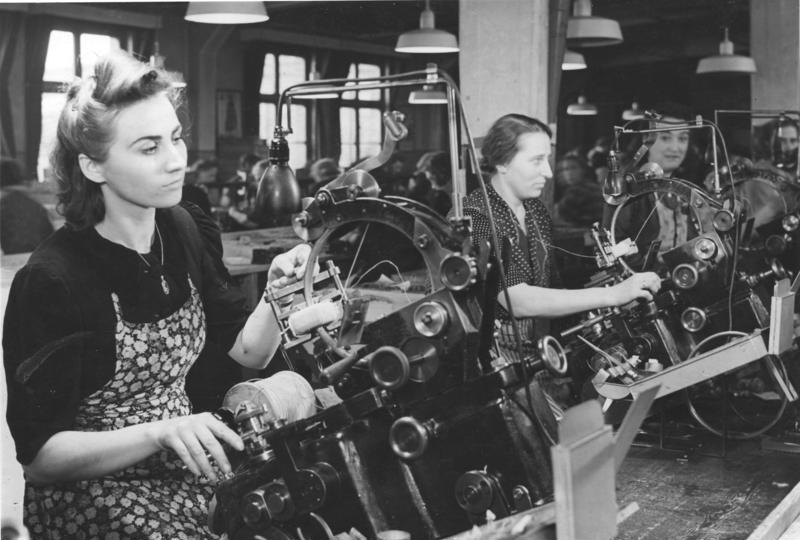
Trabajadoras forzadas francesas en las plantas de Siemens de Berlín en 1943

Ann Cudd describe las fuerzas principales de la opresión económica como sistemas económicos opresivos y fuerzas directas e indirectas. Aunque el capitalismo y el socialismo no son intrínsecamente opresores, se «prestan a la opresión de maneras características». Ella define las fuerzas directas de la opresión económica como «restricciones a las oportunidades que se aplican desde el exterior sobre los oprimidos, incluida la esclavitud, la segregación, la discriminación laboral, el acoso grupal, la desigualdad de oportunidades, el neocolonialismo y la corrupción gubernamental». Esto permite que un grupo social dominante mantenga y maximice su riqueza a través de la explotación intencional de subordinados económicamente inferiores. Con fuerzas indirectas (también conocidas como opresión por elección), «los oprimidos son cooptados para tomar decisiones individuales que aumentan su propia opresión». Los oprimidos se enfrentan con tener que decidir ir en contra de su bien social, e incluso en contra de su propio bien. Si eligen lo contrario, tienen que elegir en contra de sus intereses, lo que puede llevar al resentimiento de su grupo.
Un ejemplo de las fuerzas directas de la opresión económica es la discriminación en el empleo en forma de brecha salarial de género. Las restricciones al acceso y la participación de las mujeres en la fuerza de trabajo como la brecha salarial es una «desigualdad más identificada con las naciones industrializadas con leyes de igualdad de oportunidades, restricciones legales y culturales sobre el acceso a la educación y el empleo, las inequidades más identificadas con las naciones en desarrollo y el acceso desigual al capital, variable pero identificada como una dificultad tanto en naciones industrializadas como en desarrollo».
Evelyn Reed en, La mujer: ¿Casta, clase o sexo oprimido?, toma los  aportes de Engels, Marx y Roxanne Dunbar para explicar la opresión económica de las mujeres. Sostiene que Marx ha sido malinterpretado por el feminismo que busca las causas de la opresión en una diferenciación entre hombres y mujeres intrínseca y ahistórica. Reed sostiene que las causas son exclusivamente sociales e históricas y nada tienen que ver con la biología del hombre. Reed polemiza en particular  con el Manifiesto de Redstockings porque sostiene que las mujeres son una clase oprimida por los hombres. Sin embargo sostener que los hombres son una clase dominante, dejando de lado la situación de los hombres negros, latinoamericanos e incluso de los obreros blancos que son explotados.
Para buscar una definición no naturalizada ni sexista de la opresión de la mujer, Reed utiliza los aportes de Marx sobre la época de colectivismo tribal que consistió en la mayor parte de la historia de la humanidad. En aquellas sociedades las mujeres y hombres eran considerados iguales. A pesar de que a las mujeres se las adoraba por su capacidad de crear vida, no existía el interés por excluir a las mujeres de derechos iguales. La opresión a las mujeres, sucede cuando algo rompe el ecosistema matriarcal igualitario que reinaba hasta ese momento. La aparición de una sociedad de clase engendra las concisiones de necesidad de tirar abajo el derecho materno y colocar a la mujer restringida de la producción y la vida pública, abocada a ser una ama de casa y madre como rol naturalizado de realización personal. A partir de la industrialización capitalista, la opresión de la mujer toma una característica particular. Mientras que las mujeres de la burguesía, pudieron decidir si querían criar a sus hijos y hacer las tareas de la casa o querían contratar a otra mujer para que lo hiciera. Las mujeres de familia obrera de clase media se quedaron en los hogares y empezaron a vivir a través de sus hijos, mientras que las mujeres de familias obreras más pobres no tuvieron otra opción que salir a trabajar por un salario menor al que los hombres y en simultáneo ocuparse de las tareas de ama de casa. De una u otra forma las mujeres se vieron obligadas a ocupar el rol reproductor. Por eso Evelyn Reed sostiene, retomando a Engels, que la mujer trabajadora en el capitalismo sufre una doble opresión ny. 
En ”Maquinaria y Gran Industria” de El Capital, Marx responsabiliza a la maquinaria de la opresión económica de mujeres y niños en el capitalismo.  Explica cómo la introducción de la maquinaria, al prescindir de la fuerza muscular, permitió al capitalismo extender la fuerza de trabajo del obrero adulto a toda su familia, aumentando así el número asalariados. La maquinaria causa que el valor de la fuerza de trabajo del obrero adulto se desvalorice ya que no necesita más un salario que sostenga a toda la familia obrera y ese salario pasa a distribuirse entre toda su familia. Ahora se tiene varios trabajadores por un solo salario.